# Vargtjärnen, Jämtland
Vargtjärnen är en sjö i Åre kommun i Jämtland och ingår i Nean-Vapstälvens kustområde. Sjön har en area på 0,122 kvadratkilometer och ligger 563,9 meter över havet.

## Delavrinningsområde
Vargtjärnen ingår i det delavrinningsområde (706140-132488) som SMHI kallar för Utloppet av Vargtjärnen. Medelhöjden är 596 meter över havet och ytan är 1,24 kvadratkilometer. Räknas de 3 avrinningsområdena uppströms in blir den ackumulerade arean 4,77 kvadratkilometer. Vattendraget som avvattnar avrinningsområdet har biflödesordning 2, vilket innebär att vattnet flödar genom totalt 2 vattendrag innan det når havet efter 5,9 kilometer. Avrinningsområdet består mestadels av skog (44 procent) och sankmarker (47 procent). Avrinningsområdet har 0,12 kvadratkilometer vattenytor vilket ger det en sjöprocent på 9,7 procent.